# Destilación solar por concentradores

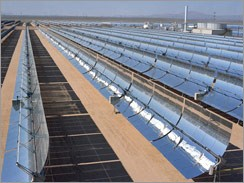
Vista de un campo de concentradores para destilar agua.

La destilación solar por concentración es un sistema mejorado de destilación solar, por la cual empleando la misma cantidad de energía solar de entrada en un destilador solar se pueden obtener rendimientos mucho mayores al concentrar el calor. Mientras que un destilador solar es una manera de destilar agua usando el calor del sol para provocar la evaporación de una fuente de agua o del aire y condensarlo en una superficie, un destilador por concentración usa un concentrador solar térmico que dirige todo el calor recibido a una conducción donde se encuentra el agua bruta, que es bombeada a un sistema de destilación por etapas múltiples que incrementan el rendimiento de la evaporación. El destilador solar es capaz de producir agua a gran escala en áreas que reciben mucha energía solar. 

## Rendimientos
El destilador por concentrador solar puede producir como mucho hasta 20 veces más que el máximo teórico de un destilador solar estándar 
 y en práctica, puede producir hasta 30 veces más volumen. Para un concentrador solar de un área de 4 hectáreas, con una radiación media de 21,6 MJ/m² operando a una eficiencia típica del 25% puede producir hasta 925.100 metros cúbicos por año (2.533 metros cúbicos por día).